# 徳宏芒市空港
徳宏芒市空港（とくこうぼうしくうこう）は中華人民共和国雲南省徳宏タイ族チンポー族自治州芒市にある空港である。芒市の市街地からは約6.5km離れている。

## 概要
徳宏芒市空港は1937年に軍用として開港するが、戦後は使用されることなく放棄される。1990年に民間空港として再開業。
ボーイング737-800、エアバスA319に対応した滑走路を保有し、ターミナルビルは「孔雀の郷」である芒市をアピールし、タイ族やチンポー族の特色を取り入れた設計となっている。
2005年から10年計画で空港施設の大規模な改修が行われており、2009年10月14日には駐機エプロンが3ヶ所増えて9ヶ所になったほか、新たにボーディングブリッジが設置された。

## 就航路線

### 国内線
| 航空会社     | 就航地                             |
| ------------ | ---------------------------------- |
| 中国東方航空 | 北京/首都、広州、昆明              |
| 雲南祥鵬航空 | 北京/首都、昆明                    |
| 四川航空     | 成都                               |
| 瑞麗航空     | 重慶、昆明、蘭州、麗江、長沙、掲陽 |

### 国際線
| 航空会社 | 就航地               |
| -------- | -------------------- |
| 瑞麗航空 | マンダレー、ヤンゴン |